# Kelsey Robinson
Kelsey Robinson, född 25 juni 1992 i Elmhurst i Illinois, är en amerikansk volleybollspelare. Med landslaget tog hon brons vid OS 2016 i Rio de Janeiro och guld vid OS 2021 i Tokyo samt guld vid VM 2014